# Coniopteryx (Coniopteryx) ceylonica
Coniopteryx (Coniopteryx) ceylonica is een insect uit de familie van de dwerggaasvliegen (Coniopterygidae), die tot de orde netvleugeligen (Neuroptera) behoort. 
Coniopteryx (Coniopteryx) ceylonica is voor het eerst wetenschappelijk beschreven door Martin Meinander in 1982.